# Nonnenloch (Mönchgut)
Das Nonnenloch befindet sich auf der Halbinsel Mönchgut im Südosten der Insel Rügen in Mecklenburg-Vorpommern. Es ist eine touristischer Aussichtspunkt. Früher soll sich dort eine 
natürliche Spalte oder Vertiefung befunden haben, um die sich eine Sage rankt, aufgrund derer der Name entstand. 

## Geografische Lage
Das Nonnenloch befindet sich an den Steilufern von Mönchgut, einer Halbinsel mit Hügellandschaften und Sandstränden. Es liegt oberhalb der Klippen in der Nähe der Ortschaften westlich des Zickerberg. Das Gebiet ist Teil des Biosphärenreservats Südost-Rügen.

## Namensherkunft und Sage
Der Name Nonnenloch entstammt einer Sage aus der Region. Der Legende nach sollen Nonnen, die sich vergangen hatten, in dieses Loch gestürzt und anschließend von Bewohnern als herumwandelnde, wehklagende Gestalten gesehen worden sein.

## Beschreibung
1840 wurde es von Jodocus Temme als "eine tiefe Grube, welche das Nonnenloch heißt" beschrieben. Sie sei noch sehr tief, wobei sich "alte Leute" damals erinnern könnten, dass sie "vor vielen Jahren" zugeschüttet wurde. Neuere Beschreibungen sind nicht auffindbar und auf Fotos ist heute auch keine Vertiefung mehr zu erkennen.

## Schutz und Zugang
Das Nonnenloch ist ein beliebtes Ziel für Wanderer. Es ist Teil des Wanderwegnetzes der Region mit Ausblicken auf die Ostsee. Da das Nonnenloch sich in einer geschützten Naturzone befindet, darf das Gebiet nur auf Wegen betreten werden. Es gelten besondere Vorschriften, um die Steilküste vor weiterer Erosion und die Tierwelt vor Störungen zu schützen. 